# Munsztuk (jeździectwo)

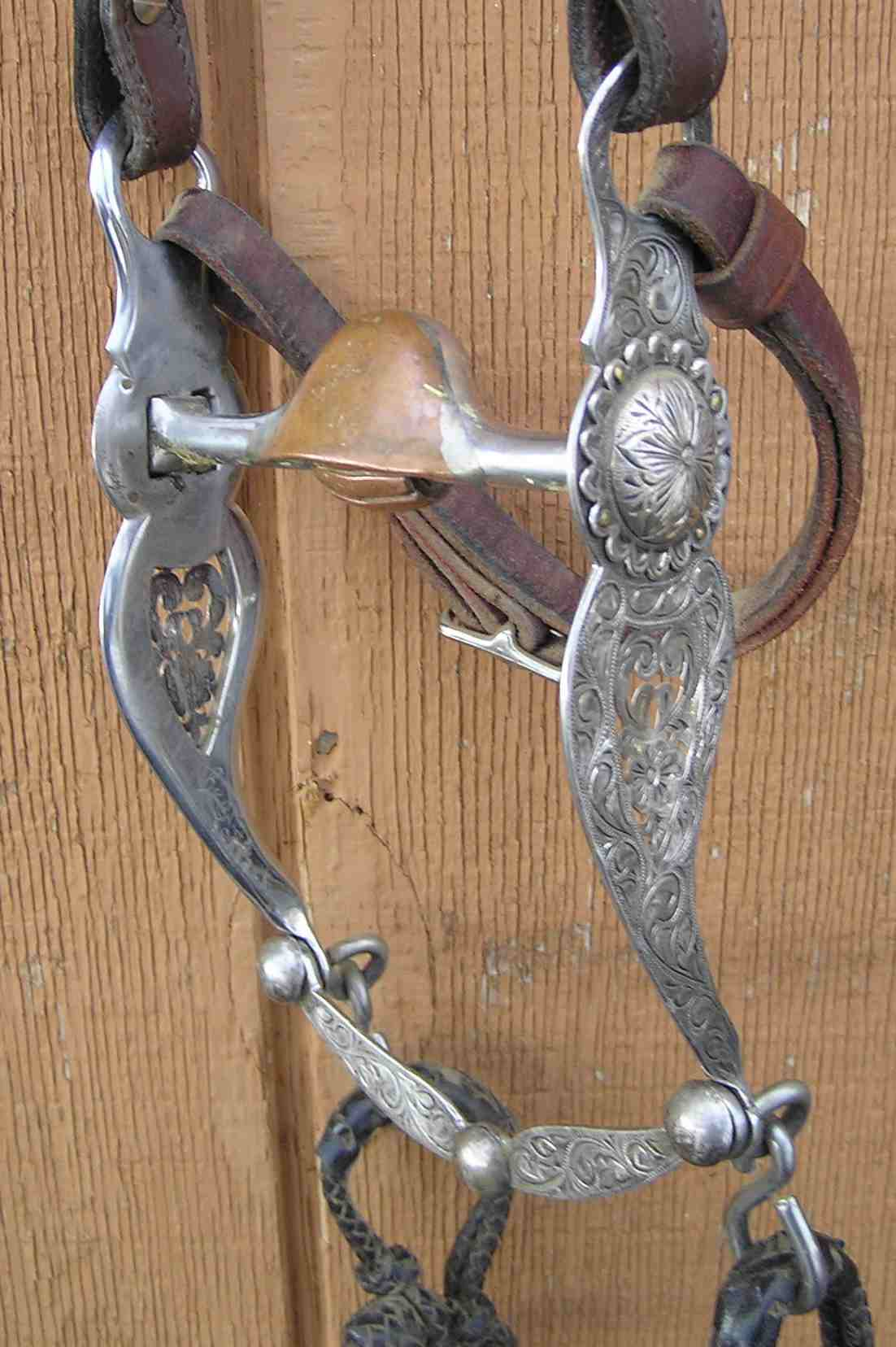
Munsztuk western

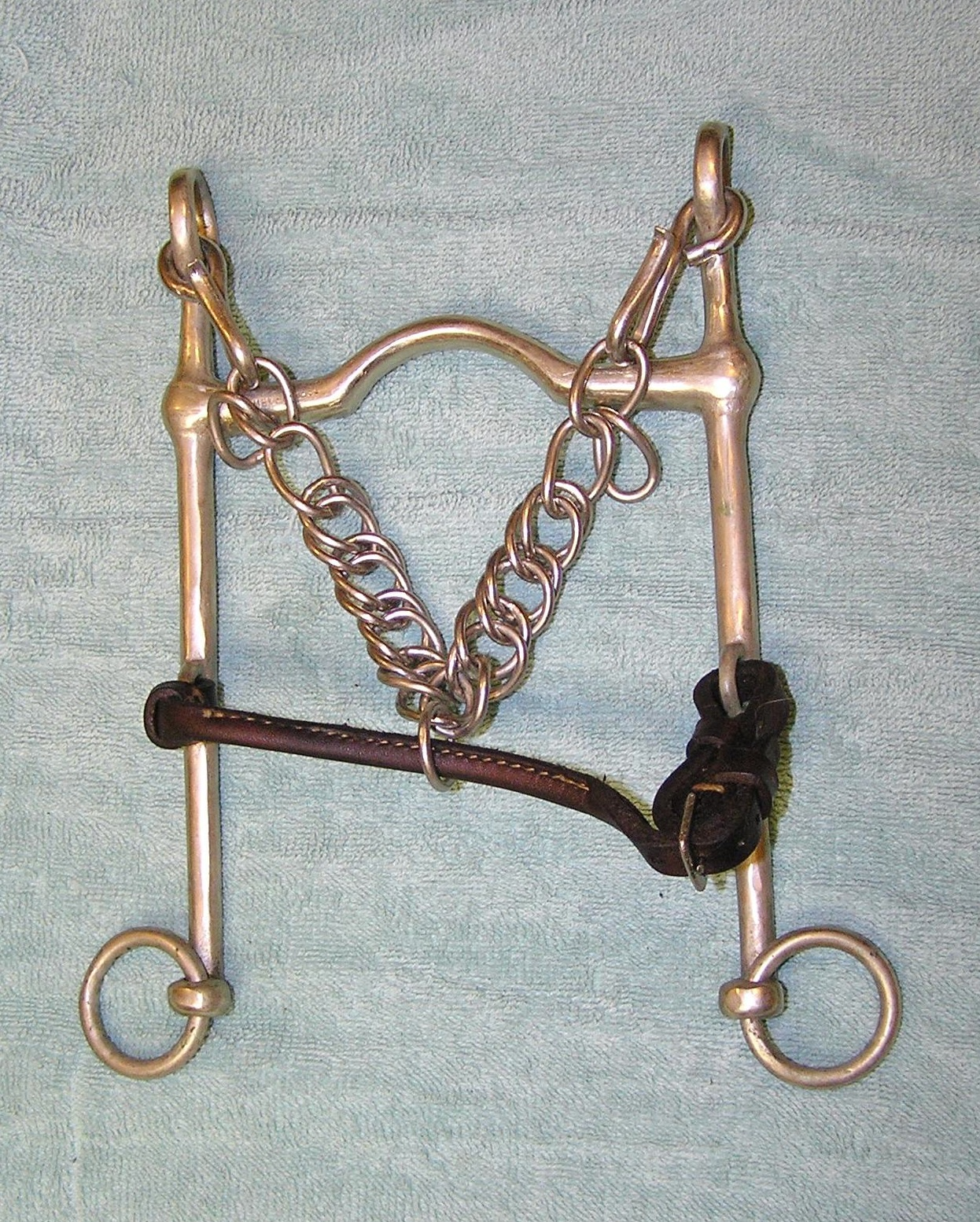
Munsztuk w jeździectwie klasycznym

Munsztuk – rodzaj bardzo silnego kiełzna służącego do zaawansowanej pracy z koniem. Munsztuk składa się z metalowego ścięgierza umieszczanego w pysku konia oraz z ustawionych (prawie) prostopadle do niego czanek do których przypina się  wodze (do dolnych kółek). W jeździectwie klasycznym używa się go w zestawieniu z drugim kiełznem w pysku konia (tzw. wędzidełkiem). Dodatkowym elementem munsztuka jest łańcuszek zapinany pod pyskiem konia. Ogłowia munsztukowe różnią się nieco od typowych ogłowi, ponieważ posiadają dodatkowe paski policzkowe. Siła działania kiełzna munsztukowego jest proporcjonalna do długości jego czanek. W stylu Western riding munsztuka używa się bez dodatkowego wędzidła.

## Munsztuk z ruchomym ścięgierzem
Munsztuk może występować w połączeniu z wędzidełkiem, co da się zaobserwować zwłaszcza w dyscyplinie ujeżdżenia. Ogłowie jest wówczas wyposażone w dodatkowe paski policzkowe do mocowania munsztuka i wędzidełka oraz w dwie pary wodzy. Sam munsztuk stosuje się z łańcuszkiem umieszczonym pod szczęką konia. Wędzidełko powinno leżeć w kącikach pyska konia, munsztuk zaś umieszcza się nieco niżej.Takie zestawienie pozwala na rozdzielne użycie munsztuka i wędzidełka przez jeźdźca. Aby je ułatwić, wodze munsztuka są zazwyczaj cieńsze od wędzidłowych. Rezultatem użycia kiełzna munsztukowego jest wygięcie części ciemieniowej szyi przez konia; wędzidło skłania go natomiast do opuszczenia głowy.

## Zobacz też

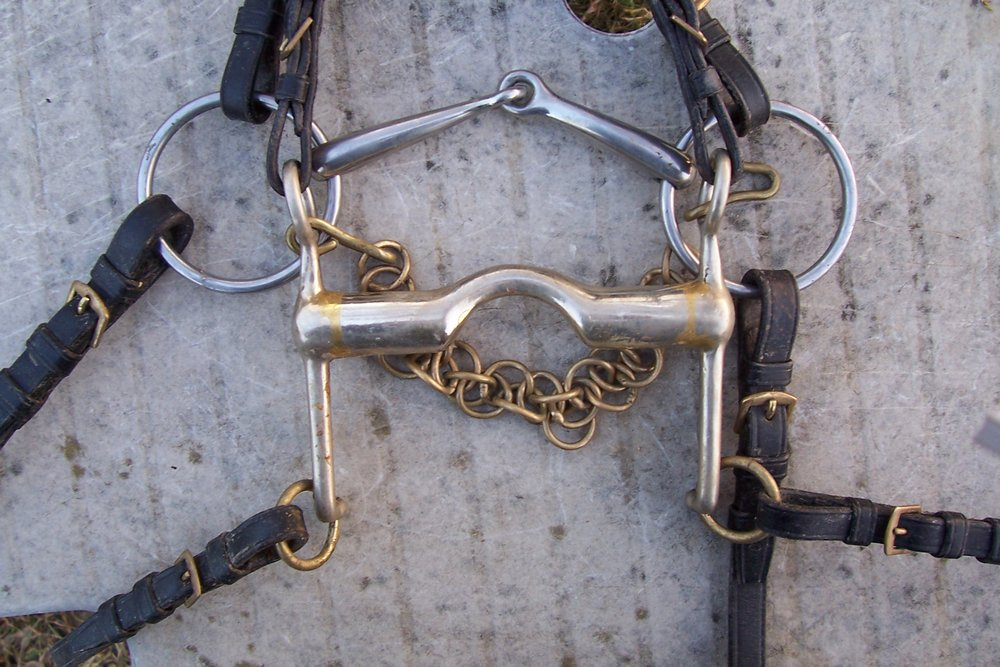
U góry wędzidło, pod spodem munsztuk
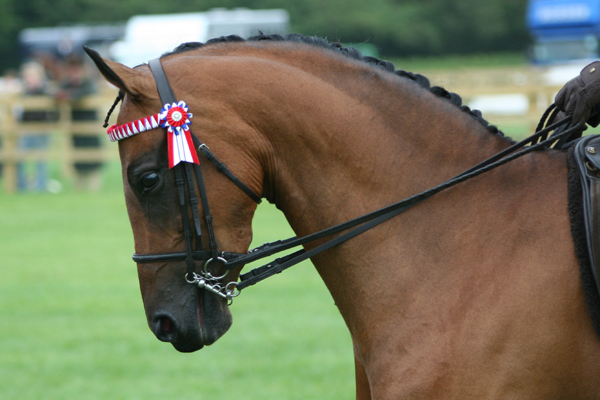
Klasyczny m. z ruchomym ścięgierzem
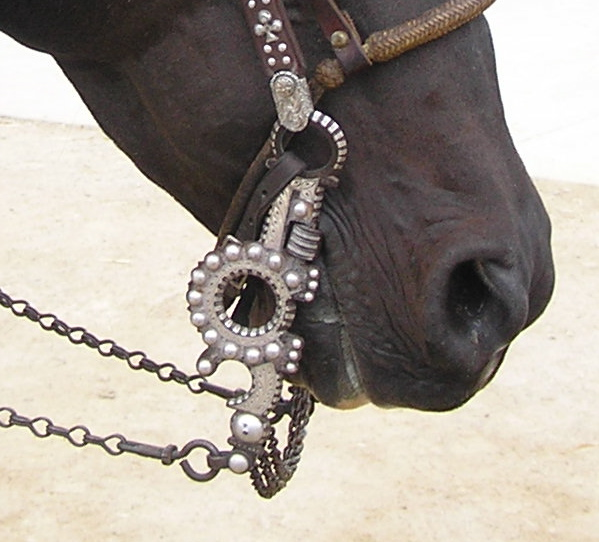
Munsztuk western